# Nissan URGE
El Nissan URGE es un prototipo de automóvil desarrollado por la compañía automotriz Nissan y presentado en el Salón del Automóvil de Detroit de 2006. Muchos de los elementos de diseño del Automóvil fueron influenciados por una encuesta de Internet dirigido a jóvenes aficionados a los videojuegos de automoción. 

## Características
El motor es delantero y el coche lleva tracción en las ruedas traseras. Posee suspensiones independientes, frenos Brembo (como en el 350Z), llantas de aleación de aluminio y nueve radios de 19 pulgadas delante y 20 pulgadas detrás y con neumáticos Michelin (195/45R19 y 225/35R20).
El diseño incorpora elementos tecnológicos únicos, incluyendo una consola de juegos Xbox 360. La carrocería está hecha de aluminio y fibra de carbono.